# 滝野川ゴボウ

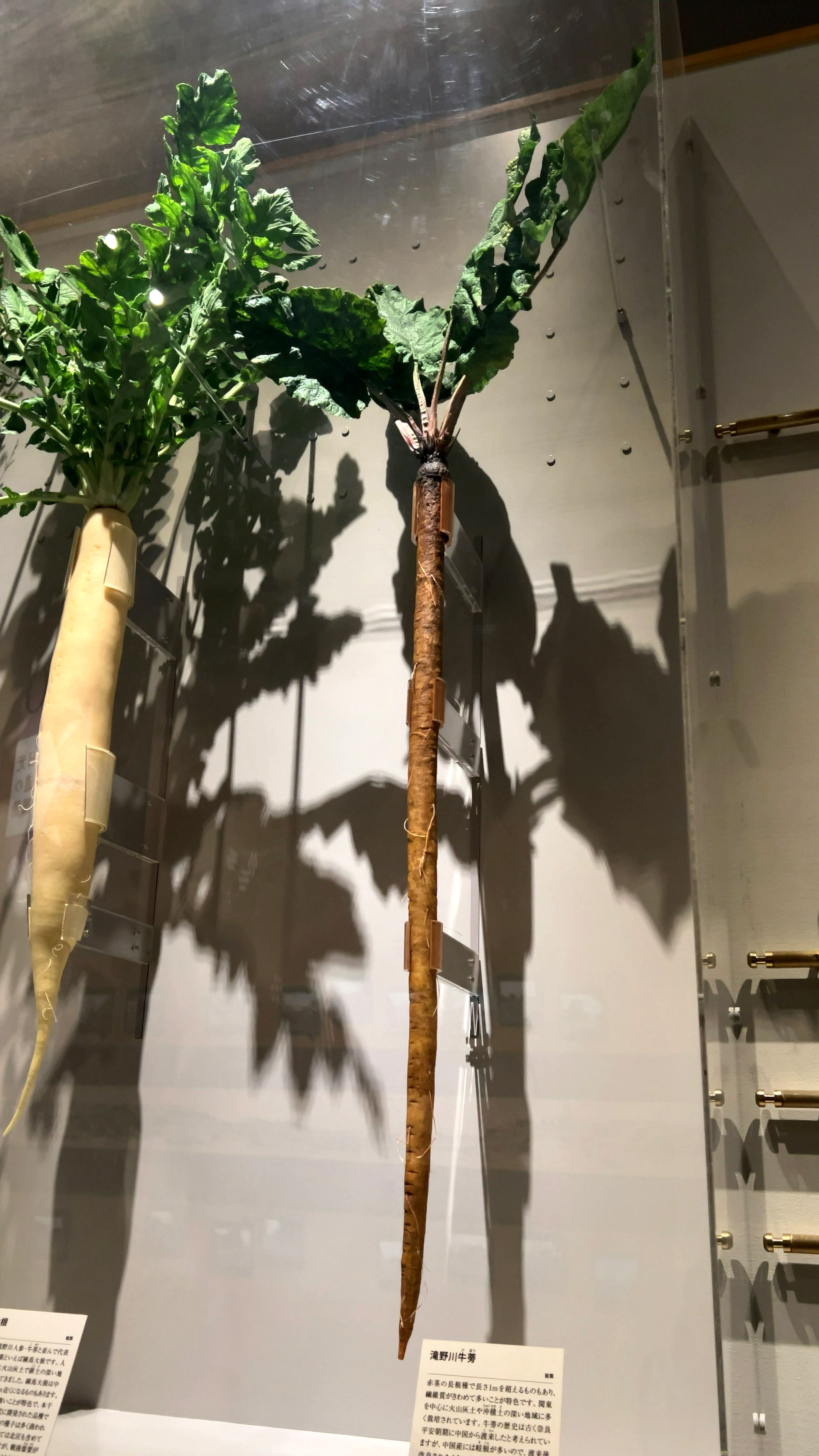
滝野川ゴボウのレプリカ

滝野川ゴボウ（たきのがわゴボウ）は、ゴボウの一品種である。
江戸時代の元禄年間（1688年 - 1704年）に武蔵国豊島郡滝野川村（現在の東京都北区滝野川付近）で栽培と品種改良が行われ、その名の由来となった。味と品質の良さで人気があり、日本国内の各地に広まってさまざまな品種が生み出された。この品種は東京特産の伝統野菜として、江戸東京野菜に認定されている。

## 歴史
ゴボウはキク科ゴボウ属の多年草で、学名を Arctium lappa L. という。ゴボウ属は6種の存在が認められ、原産地はヨーロッパ、シベリアから中国北部とされる。日本には本来自生しない植物で、逸出以外での生育はない。アザミに似た花を咲かせ、開花後は綿毛状になって総苞内部が種子で膨れてくる。
日本への伝来は古く中国から渡来したとされ、縄文時代前期の遺跡である鳥浜貝塚（福井県若狭町）などから種子が出土している。ゴボウについては、平安時代の文献に栽培の記述がすでに見られる。中国ではゴボウの果実を「牛蒡子」（ごぼうし）や「悪実」（あくじつ）と称して消炎、解毒、解熱薬として使い、ヨーロッパでも根と果実を同様の用途で用いた。日本でも当初は薬用として用いられ、平安時代前期の「本草和名」に薬草として取り上げられた。
日本で食用として利用が始まったのは、平安時代とされる。平安時代中期に編纂された「和名抄」には、野生の野菜として記述された。野菜としては日本以外での栽培はほとんど見られず、日本原産以外の植物を日本で作物化した唯一の例である。
滝野川村でゴボウの栽培が始まったのは、江戸時代の元禄年間（1688年 - 1704年）である。滝野川の近辺は武蔵野台地の東端付近に位置し柔らかな黒土に深く覆われていて水はけもよいため、ゴボウやニンジンなどの栽培に適していた。滝野川村で鈴木源吾という人物がゴボウの品種改良と採種を行い、根の長さが80センチメートルから1メートル以上もある品種が創出された。
鈴木が改良したゴボウはその味と品質の良さが江戸の人々から歓迎され、人気品種となった。このゴボウは産地の名をとって「滝野川ゴボウ」と呼ばれるようになった。鈴木は滝野川ゴボウの種子の販売も手がけ、やがて日本国内の各地に広まっていった。滝野川ゴボウは砂川ゴボウ（現在の東京都立川市砂川町付近が発祥とされる）とともに、江戸のゴボウの代表的品種になった。
滝野川ゴボウをもとにさらに品種の改良が行われてさまざまな品種が生み出され、日本国内で栽培されるゴボウの9割以上がこの品種に連なっているといわれる。明治時代から第二次世界大戦前後まで、滝野川ゴボウは代表的品種として日本各地で広く栽培された。1921年（大正10年）の記録によれば、滝野川村でのゴボウ作付面積は青果用2.8ヘクタール、採種用1.1ヘクタールであった。昭和初期までは盛んに栽培されていたが、軍事関連施設の進出に伴って急速に進んだ都市化によって滝野川近辺でのゴボウ栽培は第二次世界大戦後に途絶した。東京都内での栽培は、東村山市、清瀬市、東久留米市、西東京市、立川市などの多摩地域に中心を移した。日本各地における滝野川ゴボウ自体の栽培も、第二次世界大戦後に登場した新品種の普及に押されてやや減少を見た。
滝野川ゴボウが再び地元に登場したのは、1996年（平成8年）のことであった。北区立滝野川西区民センター（北区滝野川6丁目21-2）の開設時に、地元の住民が地域の特色ある活動をしたいと提案した。そこで取り上げられたのがかつての特産野菜、滝野川ニンジンとゴボウの復活であった。北区は自然休暇村協定を締結している群馬県甘楽郡甘楽町の有機農業研究会グループに、滝野川ニンジンとゴボウに近い種類の品種の栽培を依頼した。収穫された野菜は、滝野川西区民センター2階（キャロット広場）で野菜料理の試食会や、区民への野菜販売も行っている。
1998年（平成10年）には、北区立滝野川紅葉中学校でも地元の伝統野菜である滝野川ゴボウの栽培を通して子供たちに郷土への思いを育てるという目的で、ボランティアとともに滝野川ゴボウの復活と栽培に取り組むことになった。
栽培に中心となって取り組むのは生徒会の役員有志で、種子は普段市場に出回らないものを特別に取り寄せている。収穫の時期には、生徒会役員の他に学校主事の職員や給食委員会のメンバーも「助っ人」として加わる。1998年（平成10年）以来、滝野川ゴボウの栽培は代々の生徒会役員たちが引き継ぎ、2014年（平成26年）10月の収穫では合計で16.3キログラムの成果があった。収穫したゴボウは、炊き込みご飯などの材料として全校生徒400人分の給食に使用されている。
2011年（平成23年）にJA東京中央会は「江戸東京野菜」を商標登録し、滝野川ゴボウを含む34種類の野菜を認証した。JA東京グループは滝野川西区民センターに、「滝野川ニンジンとゴボウ」の屋外説明板を設置している。なお、北区滝野川1丁目37番地先の坂道は「牛蒡坂」（ごぼうざか）と名付けられている。

## 品種の特徴
滝野川ゴボウの大きな特徴は、その根の長さである。土の深さと水はけのよさを生かし、80センチメートル程度のものから長いものでは1メートル以上にも育った。直径は太く育ったもので2-3センチメートルあり、品質の良いものは煮ても筋っぽさが出ず柔らかく仕上がる。良いできばえのものはしなやかさに富んだ品質で、収穫の途中で折損することがない。
元禄年間に滝野川で栽培が始まった当時は、茎の色が違う「白茎種」と「赤茎種」の2種類があった。品質に優れていたのは赤茎種の方で、これが現在まで続く滝野川ゴボウの原種となった。赤茎種は根の長さが80センチメートルから1メートル以上に及ぶ大長ゴボウで、春に播種して秋冬に収穫するのが一般的であった。なお、秋に播種して夏に収穫するものは「夏ゴボウ」と呼ばれていた。
元禄年間から長年にわたって滝野川ゴボウの品種の改良に取り組んだのは、3つの点であった。根の成長を止めないために、トウ立ち（花茎の出始め）の時期を遅らせること、根の肉質が締まり、歯切れのよいゴボウに成長させること、そして見た目だけでなく味や食感に悪影響を与えるすが入りにくく、地肌色の濃いものに仕上げることであった。

## 派生品種
滝野川ゴボウから派生した主な品種には、次に挙げるものがある。滝野川ゴボウや砂川ゴボウを始めとする長根種のゴボウは、「滝野川群」として分類されている。滝野川群のような長根種のゴボウは耕土の柔らかい関東地方での栽培に向き、短根種（根の長さが30 - 50センチメートル程度）は西日本で多く栽培されている。
常盤ゴボウ（ときわゴボウ）
品種の発祥は、江戸時代までさかのぼる。常盤（現在の長野県飯山市常盤地区）に伝来した滝野川ゴボウ（赤茎種）を選抜して定着した。千曲川の氾濫によってもたらされた肥沃な土壌によって、あくの少ないゴボウに成長する。
中ノ宮（なかのみや）
明治時代中期に、上練馬村中ノ宮（現在の練馬区春日町）で作られた品種。滝野川ゴボウから早生で生育の早い種を選別し、篤農家の鹿島安太郎が改良を重ねて品種として定着させた（滝野川ゴボウと砂川ゴボウの自然交雑種からの選別ともいわれる）。早生でトウ立ちの時期が遅く、秋に播種して夏に収穫する「夏ゴボウ」向きの品種である。
渡辺早生（わたなべわせ）
1950年（昭和25年）に練馬区大泉の篤農家、渡辺正好が育成し、同年に農林省から種苗名称登録を受けた品種。滝野川ゴボウよりやや短めで、全体的に肉付きよい外見を呈する。この品種も早生種であり、秋に播種してもほとんどトウが立たない性質で、「夏ゴボウ」に向いていた。春に播種して初秋に収穫する「早出しゴボウ」として各地に広まった。
村山早生（むらやまわせ）
中ノ宮をもとに、1947年（昭和22年）に改良育成した品種。村山町（現在の長野県須坂市村山）の篤農家、小平甚兵衛が作出した。「夏ゴボウ」として栽培され、外見は白く太く、味わいはあくが少ない。
山田早生（やまだわせ）
埼玉県入間郡三芳町の篤農家、山田一雄が滝野川ゴボウを改良して1955年（昭和30年）に品種名登録したもの。「夏ゴボウ」向きの豊産種で肉質は緻密で柔らかく香り豊か、肌は白く滑らかで、すの入りは遅い。

## 栽培法
この品種は根を地中に長く伸ばすため、土が深くて水はけのよい耕地に向いている。ゴボウは連作障害を起こしやすい作物のため、輪作計画も重要である。障害防止のためには、最低3年空けてから次のゴボウを栽培することになる。
栽培前の土壌作りには、もともとの土に腐葉土や肥料などを混ぜて耕す。土壌改良材として、ニームケーキが有効であり発芽率も上がる。ニームケーキは、センチュウやネキリムシ、ヨトウムシなどの土壌害虫の対策にも効果がある。
滝野川ゴボウは5月下旬から6月初旬に播種して11月から2月頃に収穫するが、秋に播種して春に収穫することも可能である。除草は5 - 6回行い、根元まで日を当てるために繁りすぎた葉を間引く作業も実施する。発生したネキリムシの防除は、手作業で行う。滝野川紅葉中学校では、アブラムシの駆除に木酢液を使っている。
出荷時期の初めは葉が一面に繁っているため、収穫前に刈り取る手間をかける必要がある。気候が冬に向かうにつれて葉は枯れてゆくが、地下にある根は太さを増して甘みが出てくる。収穫時には専用の細長いシャベルやユンボなどで周囲の土を掘り取り、地中から現れたゴボウを途中で折れないように注意して引き抜いてゆく。

## 調理法と利用
ゴボウの成分は8割が水分で、ビタミン類も少なく栄養価は低い。ただし、不溶性食物繊維（セルロースとリグニン）と水溶性食物繊維（イヌリン）の2種類の食物繊維を含んでいるため、整腸作用、動脈硬化予防などの効果がある。低カロリーであるがミネラルが多く、アミノ酸の一種アルギニンを含んでいるため精力増強作用を持つ。
ゴボウの独特の歯ざわりは、セルロースとイヌリンの働きによる。イヌリンには腎臓の機能を高める効果があり、利尿作用によって体のむくみを解消することができる。ゴボウのあくは水溶性ポリフェノールの一種であるクロロゲン酸なので、有効成分を生かして調理するためには水にさらさず、皮の部分は包丁の背でこそげるか、金属たわしなどで軽くこすり取る程度で調理することが重要である。
歴史の節で既に述べたとおり、ゴボウを食用として利用するのは日本のみである。ヨーロッパでは若葉をサラダにして食する地域があるが根は食用にしないため、欧米の人々は「日本人は木の根を食べるのか」と不思議に思うという。
日本人はゴボウの持つ香りや風味などを好み、さまざまな調理法を考案した。ゴボウのタタキは室町時代から伝わる調理法であり、すりこぎで軽く叩いて茹で上げたゴボウに調味料を加えたものである。千切りにしたゴボウを油炒めにして味付けしたキンピラゴボウが盛んに作られるようになったのは、江戸時代後期（1800年代）のことであった。江戸発祥の鍋料理として知られる柳川鍋にはササガキゴボウが付き物であり、江戸っ子たちに好まれていた。
ゴボウはバードック (burdock) の英語名でハーブティーとしても使用され、体内の毒素排泄などに薬効がある（ただし、妊婦は流産を誘引する可能性があるので使用は避ける）。なお、北区の三益酒店では滝野川ゴボウを使った発泡酒「滝野川ごぼう」を発売している。この商品は、「北区の名品30選」第2弾に選定された。